# Coppa Davis 2017 Zona Americana Gruppo I
Il Gruppo I della Zona Americana (Americas Zone) è il primo livello di competizione della Zona Americana, una delle tre divisioni zonali della Coppa Davis 2017. I due vincitori sono ammessi agli spareggi per il Gruppo Mondiale, i vincitori dei quali vengono poi promossi al Gruppo Mondiale, la massima categoria in assoluto della Coppa Davis.
Teste di Serie:
1. Brasile
2. Colombia

Altre: 
- Cile
- Rep. Dominicana
- Ecuador
- Perù

- Formula: 6 squadre partecipanti. Torneo ad eliminazione diretta. Nel primo turno si giocano due incontri, mentre le teste di serie Brasile e Colombia, sono già ammesse al turno successivo (2º e ultimo turno). Le vincenti delle due partite del 2º turno sono ammesse agli spareggi per il Gruppo Mondiale, crocevia fondamentale per tentare la scalata al Gruppo Mondiale. Le altre 4 squadre disputano degli spareggi fra di loro per evitare la retrocessione al Gruppo II della zona Americana (una sola retrocessione prevista).

## Tabellone
|                                                                 | Play-off 2º turno 20-22 ottobre                                 | Play-off 2º turno 20-22 ottobre                                 | Play-off 2º turno 20-22 ottobre                                 |                                                                 |  | Play-off 1º turno 15-17 settembre | Play-off 1º turno 15-17 settembre | Play-off 1º turno 15-17 settembre |  |                                     | 1º turno 3–5 febbraio | 1º turno 3–5 febbraio | 1º turno 3–5 febbraio |  |                                                   | 2º turno 7–9 aprile                               | 2º turno 7–9 aprile                               | 2º turno 7–9 aprile                               |                                                   |                     |
|                                                                 |                                                                 |                                                                 |                                                                 |                                                                 |  |                                   |                                   |                                   |  |                                     |                       |                       |                       |  |                                                   |                                                   |                                                   |                                                   |                                                   |                     |
|                                                                 |                                                                 |                                                                 |                                                                 |                                                                 |  |                                   |                                   |                                   |  |                                     |                       |                       |                       |  |                                                   |                                                   |                                                   |                                                   |                                                   |                     |
|                                                                 |                                                                 |                                                                 |                                                                 |                                                                 |  |                                   |                                   |                                   |  |                                     | 1                     | Brasile               |                       |  |                                                   |                                                   |                                                   |                                                   |                                                   |                     |
|                                                                 |                                                                 |                                                                 |                                                                 |                                                                 |  |                                   |                                   |                                   |  |                                     |                       | bye                   |                       |  |                                                   | (Ecuador)                                         | (Ecuador)                                         | (Ecuador)                                         | (Ecuador)                                         | (Ecuador)           |
|                                                                 |                                                                 |                                                                 |                                                                 |                                                                 |  |                                   |                                   |                                   |  |                                     |                       |                       |                       |  | 1                                                 | Brasile                                           |                                                   |                                                   |                                                   |                     |
|                                                                 |                                                                 |                                                                 |                                                                 |                                                                 |  |                                   | Perù                              |                                   |  | Guayaquil (Ecuador)                 | Guayaquil (Ecuador)   | Guayaquil (Ecuador)   | Guayaquil (Ecuador)   |  |                                                   | Ecuador                                           |                                                   |                                                   |                                                   |                     |
|                                                                 |                                                                 |                                                                 |                                                                 |                                                                 |  |                                   |                                   |                                   |  |                                     | Perù                  | 0                     |                       |  |                                                   |                                                   |                                                   |                                                   |                                                   |                     |
|                                                                 |                                                                 |                                                                 |                                                                 |                                                                 |  |                                   |                                   |                                   |  |                                     | Ecuador               | 5                     |                       |  |                                                   |                                                   |                                                   |                                                   |                                                   |                     |
|                                                                 |                                                                 |                                                                 |                                                                 |                                                                 |  |                                   |                                   |                                   |  |                                     |                       |                       |                       |  |                                                   |                                                   |                                                   |                                                   |                                                   |                     |
|                                                                 |                                                                 |                                                                 |                                                                 |                                                                 |  |                                   |                                   |                                   |  | Santo Domingo Este (Rep Dominicana) |                       |                       |                       |  |                                                   |                                                   |                                                   |                                                   |                                                   |                     |
|                                                                 |                                                                 |                                                                 |                                                                 |                                                                 |  |                                   |                                   |                                   |  |                                     |                       | Rep. Dominicana       | 0                     |  |                                                   |                                                   |                                                   |                                                   |                                                   |                     |
|                                                                 |                                                                 |                                                                 |                                                                 |                                                                 |  |                                   |                                   |                                   |  |                                     |                       | Cile                  | 5                     |  |                                                   | Medellín (Colombia)                               | Medellín (Colombia)                               | Medellín (Colombia)                               | Medellín (Colombia)                               | Medellín (Colombia) |
|                                                                 |                                                                 |                                                                 |                                                                 |                                                                 |  | Rep. Dominicana                   |                                   |                                   |  |                                     |                       |                       |                       |  | Cile                                              |                                                   |                                                   |                                                   |                                                   |                     |
|                                                                 |                                                                 |                                                                 |                                                                 |                                                                 |  |                                   |                                   |                                   |  |                                     |                       |                       |                       |  | 2                                                 | Colombia                                          |                                                   |                                                   |                                                   |                     |
|                                                                 |                                                                 |                                                                 |                                                                 |                                                                 |  |                                   |                                   |                                   |  |                                     | bye                   |                       |                       |  |                                                   |                                                   |                                                   |                                                   |                                                   |                     |
|                                                                 |                                                                 |                                                                 |                                                                 |                                                                 |  |                                   |                                   |                                   |  |                                     | 2                     | Colombia              |                       |  |                                                   |                                                   |                                                   |                                                   |                                                   |                     |
| Squadra perdente retrocessa al Group II della Coppa Davis 2018. | Squadra perdente retrocessa al Group II della Coppa Davis 2018. | Squadra perdente retrocessa al Group II della Coppa Davis 2018. | Squadra perdente retrocessa al Group II della Coppa Davis 2018. | Squadra perdente retrocessa al Group II della Coppa Davis 2018. |  |                                   |                                   |                                   |  |                                     |                       |                       |                       |  | Squadre vincenti ammesse ai World Group Play-off. | Squadre vincenti ammesse ai World Group Play-off. | Squadre vincenti ammesse ai World Group Play-off. | Squadre vincenti ammesse ai World Group Play-off. | Squadre vincenti ammesse ai World Group Play-off. |                     |

## Primo turno

### Ecuador vs. Perù
| Ecuador 5 | Guayaquil Tennis Club, Guayaquil, Ecuador 3-5 febbraio Terra rossa (outdoor) | Guayaquil Tennis Club, Guayaquil, Ecuador 3-5 febbraio Terra rossa (outdoor) | Perù 0 |     |      |      |     |  |
| \| \| \| \| 1 \| 2 \| 3 \| 4 \| 5 \| \| \| - \| \| ----------------------------------------------------------- \| --- \| --- \| ---- \| ---- \| --- \| \| \| 1 \| \| Emilio Gómez Juan Pablo Varillas \| 6 3 \| 6 0 \| 65 7 \| 2 6 \| 6 3 \| \| \| 2 \| \| Roberto Quiroz Mauricio Echazú \| 5 7 \| 6 4 \| 6 1 \| 6 3 \| \| \| \| 3 \| \| Emilio Gómez / Roberto Quiroz Mauricio Echazú / Jorge Panta \| 6 2 \| 3 6 \| 7 5 \| 7 65 \| \| \| \| 4 \| \| Roberto Quiroz Juan Pablo Varillas \| 6 4 \| 7 6 \| \| \| \| \| \| 5 \| \| Gonzalo Escobar Alexander Merino \| 6 3 \| 6 0 \| \| \| \| \| |                                                                              |                                                                              |        |     |      |      |     |  |
| |                                                                              |                                                                              | 1      | 2   | 3    | 4    | 5   |  |
| 1 | Ecuador (bandiera) · Perù (bandiera)                                         | Emilio Gómez Juan Pablo Varillas                                             | 6 3    | 6 0 | 65 7 | 2 6  | 6 3 |  |
| 2 | Ecuador (bandiera) · Perù (bandiera)                                         | Roberto Quiroz Mauricio Echazú                                               | 5 7    | 6 4 | 6 1  | 6 3  |     |  |
| 3 | Ecuador (bandiera) · Perù (bandiera)                                         | Emilio Gómez / Roberto Quiroz Mauricio Echazú / Jorge Panta                  | 6 2    | 3 6 | 7 5  | 7 65 |     |  |
| 4 | Ecuador (bandiera) · Perù (bandiera)                                         | Roberto Quiroz Juan Pablo Varillas                                           | 6 4    | 7 6 |      |      |     |  |
| 5 | Ecuador (bandiera) · Perù (bandiera)                                         | Gonzalo Escobar Alexander Merino                                             | 6 3    | 6 0 |      |      |     |  |

### Rep. Dominicana vs. Cile
| Rep. Dominicana 0 | Centro De Tenis Parque Del Este, Santo Domingo Este, Repubblica Dominicana 3-5 febbraio Terra rossa (outdoor) | Centro De Tenis Parque Del Este, Santo Domingo Este, Repubblica Dominicana 3-5 febbraio Terra rossa (outdoor) | Cile 5 |      |     |     |   |  |
| \| \| \| \| 1 \| 2 \| 3 \| 4 \| 5 \| \| \| - \| \| ---------------------------------------------------------------------------- \| ---- \| ---- \| --- \| --- \| - \| \| \| 1 \| \| José Hernández Nicolás Jarry \| 3 6 \| 5 7 \| 2 6 \| \| \| \| \| 2 \| \| Roberto Cid Subervi Cristian Garín \| 7 5 \| 1 6 \| 2 6 \| 2 6 \| \| \| \| 3 \| \| Roberto Cid Subervi / José Hernández Nicolás Jarry / Hans Podlipnik-Castillo \| 2 6 \| 4 6 \| 3 6 \| \| \| \| \| 4 \| \| José Olivares Marcelo Tomás Barrios Vera \| 68 7 \| 62 7 \| \| \| \| \| \| 5 \| \| Nick Hardt Nicolás Jarry \| 3 6 \| 3 6 \| \| \| \| \| | | |        |      |     |     |   |  |
| | | | 1      | 2    | 3   | 4   | 5 |  |
| 1 | Rep. Dominicana (bandiera) · Cile (bandiera)                                                                  | José Hernández Nicolás Jarry                                                                                  | 3 6    | 5 7  | 2 6 |     |   |  |
| 2 | Rep. Dominicana (bandiera) · Cile (bandiera)                                                                  | Roberto Cid Subervi Cristian Garín                                                                            | 7 5    | 1 6  | 2 6 | 2 6 |   |  |
| 3 | Rep. Dominicana (bandiera) · Cile (bandiera)                                                                  | Roberto Cid Subervi / José Hernández Nicolás Jarry / Hans Podlipnik-Castillo                                  | 2 6    | 4 6  | 3 6 |     |   |  |
| 4 | Rep. Dominicana (bandiera) · Cile (bandiera)                                                                  | José Olivares Marcelo Tomás Barrios Vera                                                                      | 68 7   | 62 7 |     |     |   |  |
| 5 | Rep. Dominicana (bandiera) · Cile (bandiera)                                                                  | Nick Hardt Nicolás Jarry                                                                                      | 3 6    | 3 6  |     |     |   |  |

## Verdetti
- Ammesse agli spareggi per il GM:
- Retrocesse nel Gruppo II: